# Mikoyan-Gurevich MiG-25
Mikoyan-Gurevich MiG-25 (tiếng Nga: МиГ-25) (tên ký hiệu của NATO: "Foxbat") là một máy bay tiêm kích đánh chặn, trinh sát và ném bom siêu thanh thế hệ 3, được thiết kế bởi Phòng thiết kế Mikoyan-Gurevich của Liên Xô. Mẫu đầu tiên chế tạo thử nghiệm bay vào năm 1964, sau đó đi phục vụ vào năm 1969. Với tốc độ tối đa là Mach 3.2, độ cao bay đạt tới trên 20 km (thậm chí một số phiên bản đặc biệt đã đạt độ cao bay tới 37,5 km), MiG-25 đã lập 29 kỷ lục thế giới về tính năng bay. Trang bị một radar cực mạnh và 4 tên lửa không đối không tầm xa, MiG-25 lúc mới xuất hiện đã khiến nhiều nhà phân tích và chuyên gia quân sự phương Tây phải hốt hoảng.
Chiếc máy bay này có nhiều tính năng chưa được tìm ra cho đến khi viên phi công Liên Xô Viktor Ivanovich Belenko lái chiếc MiG-25 của anh ta đào tẩu sang Nhật Bản vào năm 1976. Ngay sau đó các nhà khoa học đã phát hiện ra MiG-25 có một thiết kế đơn giản nhưng hiệu quả với hệ thống điện tử dùng đèn chân không, 2 động cơ phản lực có kích thước lớn và sử dụng một cách tiết kiệm các vật liệu mới như titan. Với tốc độ rất cao, nếu MiG-25 đã tăng tốc lên mức gần tối đa (~Mach 2,8) thì không một loại tiêm kích nào trên thế giới trong thập niên 1970 có thể đuổi kịp được nó. Trong Chiến tranh Iran – Iraq (1980-1988), MiG-25 đã bắn hạ khoảng 16 - 23 máy bay các loại và chỉ tổn thất duy nhất 1 chiếc bởi máy bay địch. Cho đến thập niên 1990, MiG-25 vẫn có thể giao chiến tương đương với các loại tiêm kích thế hệ 4 mới nhất như F-15 Eagle, F/A-18 Hornet và có thể né được hàng loạt tên lửa không đối không hiện đại nhờ vận tốc cực cao của nó
MiG-25 được sản xuất với số lượng là 1.186 hoặc 1.190 chiếc, và được sử dụng chủ yếu trong Không quân Liên Xô (cũ) và các nước đồng minh; hiện nay nó chỉ phục vụ với số lượng hạn chế trong Không quân Nga và một số nước khác. Ngoài ra, MiG-25 còn là cơ sở để phát triển loại tiêm kích đánh chặn MiG-31 vẫn đang hoạt động tích cực trong Không quân Nga.

## Lịch sử phát triển

Ye-155

Ye-155R

MiG-25 bắt đầu được phát triển vào thập niên 1950, song song với việc Hoa Kỳ cố gắng phát triển một loại máy bay ném bom và đánh chặn có vận tốc Mach 3, trong đó có cả mẫu thí nghiệm XB-70 Valkyrie (cuối cùng loại máy bay này đã không được sản xuất), XF-103 Thunderwarrior, Lockheed YF-12 và XF-108 Rapier. Khi chiếc máy bay đầu tiên có vận tốc Mach 2 bắt đầu đi vào hoạt động, máy bay đạt vận tốc Mach 3 có vẻ như là một bước đi hợp logic. Những vai trò đã dạng đã được tính toán, như mang tên lửa hành trình và cả một mẫu máy bay dân dụng chở từ 5-7 hành khách có vận tốc siêu âm, nhưng sự thúc đẩy chính là phải có một loại máy bay do thám và đánh chặn hạng nặng mới có vận tốc Mach 3.
Mikoyan-Gurevich OKB đã được chỉ định để nghiên cứu chế tạo vào ngày 10 tháng 3-1961.
Dù cho mẫu máy bay XB-70 Valkyrie của Mỹ đã bị hủy bỏ nghiên cứu trước khi Liên Xô nghiên cứu loại máy bay mới, sau này thì chiến thắng đã thuộc về người Xô viết. Nguyên mẫu máy bay mới của Liên Xô có tên gọi ban đầu là "Ye-155" (hay "Е-155"), mẫu này có cánh cụp cố định, có vẻ như mẫu Ye-155 đã giành được sự quan tâm của Quân chủng Phòng không Xô viết (PVO Strany), nó sẽ được sử dụng trong vai trò đánh chặn chống lại loại SR-71 Blackbird do thám của Hoa Kỳ. Có nhiều ý kiến cho rằng việc phát triển MiG-25 là để đáp lại việc Hoa Kỳ phát triển XB-70 Valkyrie. Tuy nhiên người đứng đầu Phòng thiết kế Mikoyan-Gurevich A. Belyankov tin rằng không có cơ sở cho ý kiến đó.
Nguyên mẫu đầu tiên, thực tế là phiên bản trinh sát, có ký hiệu "Ye-155-R1", bay lần đầu tiên vào ngày 6 tháng 3-1964. Mẫu máy bay đánh chặn đầu tiên, "Ye-155-P1", được thử nghiệm vào ngày 9 tháng 9-1964. Sự phát triển của những phiên bản thử nghiệm cho thấy những bước tiến quan trọng trong ngành khí động học, trình độ kỹ sư và luyện kim của Liên Xô, và để hoàn thành chiếc MiG-25 hoàn hảo cần một vài năm nữa. Trong quá trình đó, vài mẫu thử nghiệm với tên gọi "Ye-266" (hay "Е-266"), đã được sản xuất để thiết lập những kỷ lục bay mới trong những năm 1965, 1966 và 1967.
Khi bay với vận tốc cao hơn Mach 2, nhiệt gây ra do máy bay ma sát với không khí rất lớn, nên MiG-25 không thể được chế tạo với những hợp kim nhôm như máy bay truyền thống. Hãng Lockheed đã dùng titan cho YF-12 và SR-71 của họ (mà titan này lại được mua từ Liên Xô), và hãng North American đã dùng loại thép rỗ tổ ong cho XB-70. Cả hai công ty của Mỹ đều cố gắng hoàn thiện vật liệu chế tạo máy bay của họ. Trong khi đó, cuối cùng thì Mikoyan-Gurevich OKB quyết định phần lớn chi tiết của MiG-25 sẽ được chế tạo bằng thép hợp kim niken. Kỹ thuật hàn ghép các tấm thép của MiG-25 gồm có hàn điểm, hàn máy tự động và phương pháp hàn hồ quang bằng tay. Lúc đầu các mối hàn bị rạn nứt do máy bay bị rung khi hạ cánh. Nhưng nó nhanh chóng được hàn lại. Một lượng nhỏ titan và hợp kim nhôm đã được dùng để chế tạo MiG-25, ở các khu vực đặc biệt nhạy cảm dễ bị ảnh hưởng bởi lực lực kéo lớn.
Về lý thuyết, MiG-25 có thể bay tới Mach 3,2. Nhưng trong máy bay có 1 hệ thống cảnh báo nếu phi công tăng tốc vượt quá Mach 2,83 hoặc khi nhiệt độ bề mặt máy bay vượt quá 290 độ C, vì nếu đẩy máy bay vượt quá ngưỡng này thì tuổi thọ máy bay sẽ bị sụt giảm. Hệ thống cảnh báo này nhằm khuyến nghị phi công điều chỉnh lại tốc độ nếu việc bay nhanh là không cần thiết. Các phi công được nhắc nhở rằng việc tăng tốc lên trên Mach 2,8 chỉ nên áp dụng trong thực tế chiến đấu, còn huấn luyện thì không cần (để tránh làm tốn kém chi phí hao mòn máy bay).
MiG-25 được sản xuất hàng loạt với 2 phiên bản MiG-25P ('Foxbat-A') (tiêm kích đánh chặn) và MiG-25R ('Foxbat-B') (máy bay trinh sát) bắt đầu vào năm 1969. MiG-25R được đưa ngay vào phục vụ trong Không quân Liên Xô (VVS), nhưng MiG-25P lại bị trì hoãn đến năm 1972 mới được đưa vào phục vụ trong Quân chủng Phòng không Xô viết (PVO). Một phiên bản huấn luyện cũng được phát triển được chia ra thành MiG-25PU ('Foxbat-C') cho MiG-25P và MiG-25RU cho MiG-25R. Ngoài ra MiG-25R còn được mở rộng thêm một số phiên bản như MiG-25RB trinh sát/ném bom, MiG-25RBS và MiG-25RBSh máy bay trang bị radar cảnh báo trên không (SLAR), MiG-25RBK và MiG-25RBF ('Foxbat-D') trang bị hệ thống ELINT (thu thập tin tức tình báo bằng tín hiệu điện tử), và MiG-25BM ('Foxbat-F') phiên bản trang bị SEAD (chế áp hệ thống phòng không đối phương), mang bốn tên lửa chống bức xạ Raduga Kh-58 (tên ký hiệu của NATO: AS-11 'Kilter').

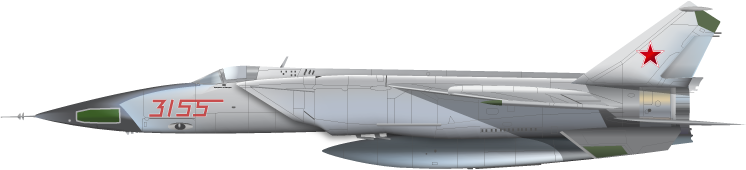
Nguyên mẫu Ye-155R3 trinh sát với thùng nhiên liệu 5.280 lít gắn ngoài, 1964

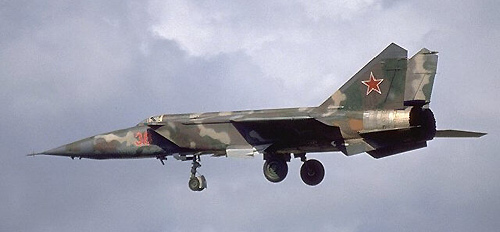
MiG-25BM

MiG-25 thể hiện hiệu năng rất cao, nó có thể bay với vận tốc cực đại Mach 3.2 trên độ cao 27.000 m (90.000 ft), ngày 31 tháng 8 năm 1977 có một chiếc E-266M, đây là một phiên bản MiG-25 được chế tạo đặc biệt, do phi công thử nghiệm chính của OKB MiG là Alexander Fedotov điều khiển, đã bay lên đến độ cao 37.650 m (123.524 ft), lập một kỷ lục độ cao mới tại Podmoskovnoye, Liên Xô. Dù dự định cho mục đích đánh chặn hay đe dọa bay trên độ cao lớn, có tốc độ cao, nhưng khả năng cơ động, tầm bay và không chiến tầm gần của MiG-25 rất hạn chế. Một vài ý kiến tin rằng MiG-25 được dùng với mục đích để ngăn chặn SR-71 Blackbird, hoặc ít nhất dùng để đánh chặn những máy bay có vận tốc lớn, trần bay cao. Dù đạt vận tốc rất lớn, nhưng đó cũng là vấn đề với MiG-25, khi bay ở vận tốc lớn động cơ rất nhanh bị hỏng, dù vấn đề này vẫn hay được tranh luận.
Việc thử nghiệm nhà nước bắt đầu vào năm 1965 và kéo dài 5 năm. Đó là vì các mẫu chế thử liên tục phải hoàn thiện do những thiếu sót thiết kế. Và những thiếu sót này đã làm một số phi công thiệt mạng. Mùa thu 1967, phi công chính của Viện Nghiên cứu Không quân Liên Xô Igor Lesnikov hy sinh. Mùa xuân 1969, do turbine động cơ bị pha hủy trong khi bay và đám cháy bùng lên, Tư lệnh không quân Phòng không Liên Xô, Tướng Kadomtsev hy sinh. Sau đó, khi máy bay đã được đưa vào trang bị cho các đơn vị phòng không, còn xảy ra 4 tai nạn chết người nữa. Máy bay cũng đã đòi hỏi hoàn thiện kết cấu. Mức độ tai nạn cao như thế ở giai đoạn đầu có nguyên nhân trước hết là MiG-25 là loại máy bay mới, mọi hành vi của nó trên không về lý thuyết là không thể tiên liệu.
MiG-25 công khai xuất hiện lần đầu vào ngày 9/7/1967 trong cuộc duyệt binh không quân nhân Ngày Không quân Liên Xô ở Demodedovo. Bốn chiếc tiêm kích đánh chặn MiG-25 đã bay thấp bên trên các khán đài. Phát thanh viên thông báo, máy bay mới này có khả năng đạt tốc độ bay 3.000 km/h, tức là Mach 2,5 (thực ra MiG-25 còn có thể bay nhanh hơn thế, tới Mach 3,2). Đối với phương Tây, đây là một tin kinh ngạc. Thậm chí đã diễn ra các cuộc điều trần khẩn cấp tại Quốc hội Mỹ. Các cuộc điều trần này đã giúp đẩy nhanh việc phát triển các tiêm kích đánh chặn mới F-14 Tomcat và F-15 Eagle. Cả hai máy bay mới của Mỹ cũng đều áp dụng sơ đồ 2 cánh đứng đuôi như MiG-25, nhưng thua kém hơn cả về tốc độ và độ cao bay.

## Sự kiệnBelenko
Một hiểu biết thật sự về sức mạnh và điểm yếu của MiG-25 bất ngờ đến với phương Tây vào năm 1976. Ngày 6 tháng 9, một phi công PVO là Viktor Ivanovich Belenko, đã đào ngũ sang phương Tây, chiếc tiêm kích đánh chặn MiG-25P "Foxbat-A" của Belenko đã hạ cánh tại sân bay Hakodate ở Nhật Bản. Mặc dù chiếc MiG-25P này cũng được trao trả lại phía Liên Xô, nhưng trước đó nó đã được tháo ra và nghiên cứu cẩn thận từng chi tiết để phân tích bởi Bộ phận công nghệ tại nước ngoài (giờ là Trung tâm tình báo không trung và không gian quốc gia) của Không quân Hoa Kỳ, tại căn cứ không quân Wright-Patterson gần Dayton, Ohio. Sau 67 ngày, chiếc máy bay đã được trở về Liên Xô dưới dạng linh kiện rời; và với những kết luận phân tích đáng ngạc nhiên:
- Máy bay của Belenko là loại máy bay đời mới, đại diện cho công nghệ Xô viết mới nhất.
- Máy bay được lắp ráp rất nhanh, và thực chất được xây dựng xung quanh động cơ phản lực Tumansky R-15 của máy bay.

MiG-25 phiên bản huấn luyện

- Việc hàn được làm bằng tay và chế tạo một cách khá thô về ngoại hình, nhưng chất lượng thì đảm bảo. Giống như nhiều máy bay Liên Xô khác, những đầu đinh tán được để lộ tại những khu vực không ảnh hưởng đến lực cản khí động lực của máy bay.
- Máy bay được chế tạo từ hợp kim thép - niken chứ không phải là titan như người ta vẫn nhầm lúc đầu (tuy nhiên titan đã được sử dụng trong những bề mặt phải chịu nhiệt cao). Cấu trúc thép đã khiến trọng lượng không có vũ khí của máy bay lên tới 64.000 lb (29 tấn).
- Phần lớn thiết bị điện tử trên máy bay được chế tạo dựa trên công nghệ đèn chân không, chiếc MiG-25 đã không sử dụng thiết bị điện tử bán dẫn. Có vẻ khá lỗi thời, nhưng việc sử dụng đèn chân không là rất thông minh đối với mục đích thiết kế của MiG-25, bởi vì những đèn chân không rất ít hoặc gần như không bị ảnh hưởng bởi xung điện từ (EMP) sinh ra từ những vụ nổ hạt nhân (thứ sẽ làm cháy các thiết bị bán dẫn và vi mạch). Đèn chân không cũng chịu nhiệt tốt hơn và chịu được mức công suất phát xạ radar rất cao, do đó loại bỏ những nhu cầu về môi trường điều khiển phức tạp bên trong khoang điện tử của máy bay. Ngoài ra, những bóng đèn chân không dễ dàng để thay thế tại những sân bay quân sự xa xôi ở gần Bắc Cực, nơi mà những thiết bị bán dẫn tinh vi rất khó bảo quản và nhiều khi không có sẵn để thay thế. Như mọi máy bay Liên Xô khác, MiG-25 được thiết kế để chống chịu tốt với khí hậu khắc nghiệt, càng dễ bảo trì càng tốt.
- Nhờ việc sử dụng đèn chân không, chiếc MiG-25P có một radar rất mạnh loại Smerch-A (Tornado, tên ký hiệu của NATO "Foxfire") — công suất khoảng 600 kW — với công suất radar này thì gần như mọi biện pháp phòng thủ điện tử (EMC) của các máy bay phương Tây thời đó đều trở nên vô dụng.
- Trên đồng hồ đo vận tốc chỉ tối đa là Mach 2,8 (dù MiG-25 có thể bay nhanh hơn thế) và những phi công được yêu cầu không được vượt quá vận tốc Mach 2,5 để không làm động cơ bị hao mòn quá nhanh. Vào năm 1973, người ta đã được chứng kiến một chiếc MiG-25 của Ai Cập bay qua Israel với vận tốc Mach 3.2, điều này đã gây sốc mạnh đối với phương Tây. Và kết quả của chuyến bay này là cả 2 động cơ đã phải được thay thế sau khi máy bay hạ cánh.[9]
- Gia tốc cực đại mà máy bay chịu được là 2,2 G (21,6 m/s²) với những thùng nhiên liệu đầy, nó chịu được giá trị giới hạn tuyệt đối là 4,5 G (44,1 m/s²). Từng có một chiếc MiG-25 đã chịu được gia tốc là 11,5 G (112,8 m/s²) kéo dài trong suốt thời gian huấn luyện hỗn chiến bay thấp, nhưng khung máy bay lại hầu như không biến dạng.
- Bán kính chiến đấu là 186 dặm (300 km), phạm vi cực đại với đầy đủ nhiên liệu bên trong (với tốc độ dưới tốc độ âm thanh) là 744 dặm (1.200 km). Thật ra, Belenko khi đào thoát sang Nhật Bản đã không mang đủ nhiên liệu cần thiết, Belenko đã hạ cánh trên một đường băng thương mại chật hẹp, và đáp vượt quá cuối đường băng.
- Đa số MiG-25 được sử dụng loại ghế phóng khẩn cấp KM-1, tuy nhiên đó là phiên bản cuối cùng, những kỹ sư đã sử dụng một phiên bản của loại ghế nổi tiếng K-36. Một biên bản ghi lại một cuộc thử nghiệm tốc độ ghế phóng loại KM-1 trên MiG-25 đã đo được tốc độ là Mach 2,76.

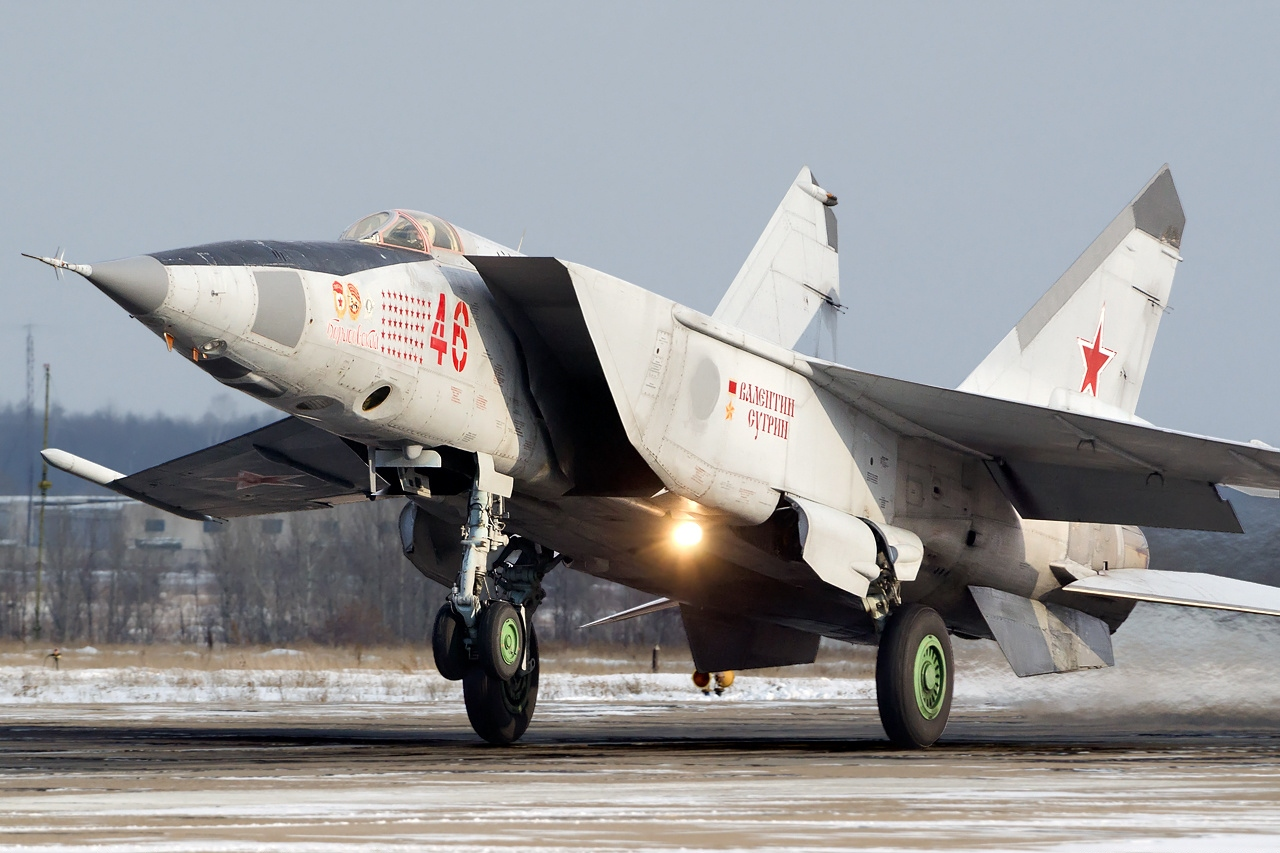
MiG-25RB của Không quân Nga

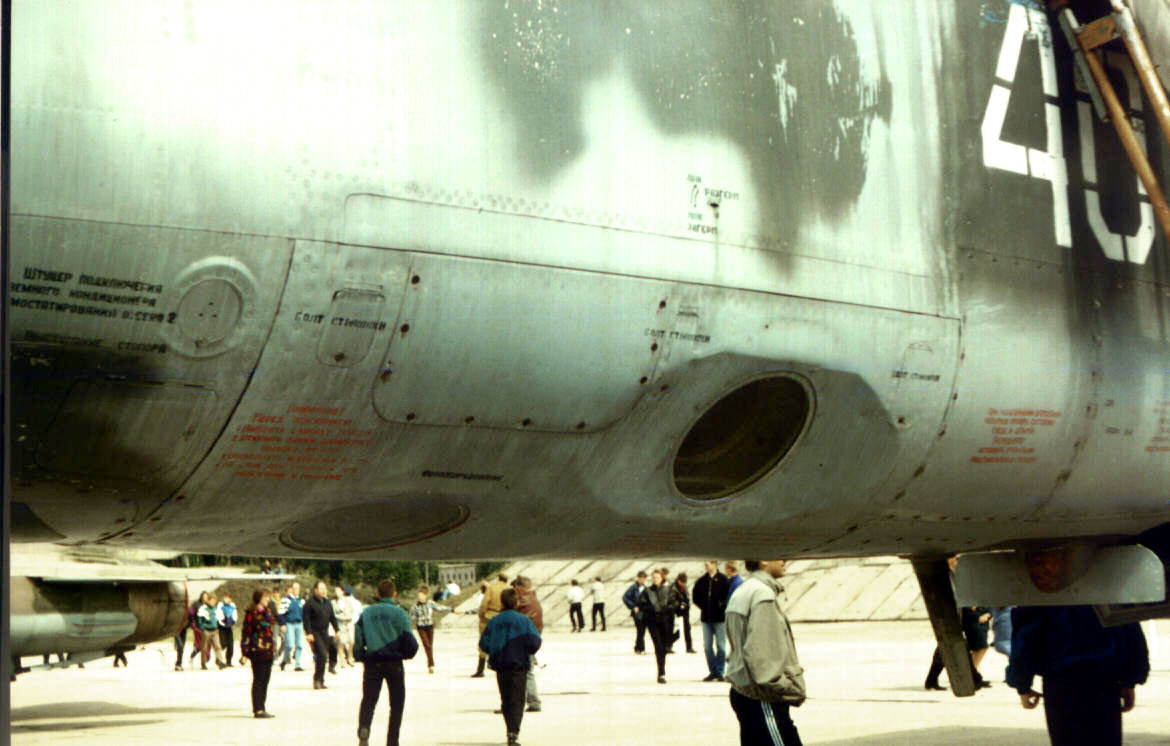
Camera trên MiG-25RB

Kết quả kiểm tra làm người Mỹ cảm thấy những gì họ dự đoán trước đó quá cường điệu. Tính năng bẻ ngoặt, quần vòng ở độ cao thấp của MiG-25 không xuất sắc như tình báo Mỹ đã dự đoán, khả năng không chiến quần vòng tầm gần của nó không khá hơn loại F-4 Phantom II. Nhưng dù sao thì mục đích thiết kế của MiG-25 cũng không phải là giao chiến tầm gần với máy bay địch (đó là nhiệm vụ của tiêm kích hạng nhẹ như MiG-21), mà nhiệm vụ chính của nó là tiêm kích đánh chặn tầm xa: MiG-25 sẽ dùng radar mạnh để phát hiện mục tiêu từ xa rồi dùng tên lửa đối không tầm xa bắn hạ máy bay đối thủ (thường là máy bay ném bom và máy bay tác chiến điện tử), sau đó nó sẽ bay vòng lại, dùng tốc độ cực nhanh và độ cao bay lớn để sớm thoát khỏi vùng giao tranh, khiến cho tiêm kích đối phương không kịp bắn trả. Đối với nhiệm vụ không chiến tầm xa "bắn rồi chạy" kiểu này, MiG-25 là số 1 thế giới ở thời điểm đó.
Ngày 12/11, tức là khoảng 2 tháng sau khi sự việc diễn ra, Mỹ – Nhật đã đáp ứng "rất vô tư" các yêu cầu của Liên Xô đòi đưa chiếc MiG-25 đó về nước. Ngày 15/11, 8 xe tải chở các bộ phận linh kiện của MiG-25 đã được đưa lên tàu chở về Liên Xô.
Cùng với sự đào tẩu của Belenko là những bí mật về hệ thống radar và tên lửa của MiG-25P đã bị Phương Tây khám phá, ngay lập tức trong năm 1978, các nhà thiết kế Liên Xô đã phát triển một phiên bản cải tiến mới, MiG-25PD ("Foxbat-E"), với một radar RP-25 Saphir look-down/shoot-down mới, hệ thống dò tìm và theo dõi bằng tia hồng ngoại (IRST), và những động cơ mạnh hơn. Khoảng 370 chiếc MiG-25P đã được nâng cấp theo tiêu chuẩn mới và có tên gọi là MiG-25PDS.
Chương trình MiG-25PD sẽ nâng cấp các thiết bị điện tử của máy bay MiG-25 lên tiêu chuẩn máy bay tiêm kích thế hệ thứ 4. Các nâng cấp bao gồm tích hợp radar xung doppler đánh chặn đường không Saphir-25 mới, được hưởng lợi từ các công nghệ đang được phát triển cho máy bay đánh chặn MiG-31 Foxhound và đã nâng cấp khả năng nhận thức tình huống của Foxbat với nhiều sức mạnh hơn, cho phép nó phát hiện mục tiêu bay ở độ cao chỉ 50 mét. Máy bay chiến đấu nâng cấp cũng tích hợp một hệ thống tìm kiếm và theo dõi bằng tia hồng ngoại mới, một thiết bị mà F-15 Eagle của Mỹ sẽ chỉ được tích hợp ba thập kỷ sau đó, cũng như các biến thể cải tiến của tên lửa R-40 và động cơ R-15BD-300 tiên tiến hơn. Bằng cách tích hợp các công nghệ của máy bay thế hệ thứ tư, MiG-25PD và PDS được cho là có thể giao chiến tương đương với F-15 Eagle, thậm chí vượt trội hơn ở các tính năng bay và tầm bắn của tên lửa không đối không.
Có khoảng 1.190 chiếc MiG-25 đã được sản xuất cho đến khi việc chế tạo dừng lại vào năm 1984, nhường chỗ cho loại máy bay tiên tiến hơn là MiG-31.
Một số chiếc MiG-25 (phiên bản cắt giảm tính năng) đã được xuất khẩu sang Algérie, Bulgaria (3 MiG-25R và 1 MiG-25RU trước năm 1992), Ấn Độ (trước năm 2006), Iraq, Libya, và Syria. Một vài chiếc vẫn còn hoạt động cho đến nay.

## Lịch sử hoạt động
Trong thập niên 1970, không một loại tiêm kích nào của phương Tây (kể cả những loại hiện đại nhất như F-4 Phantom II) có thể bắn hạ được MiG-25 khi nó đang ở chế độ bay tốc độ cao. Các năm 1971 - 1972, MiG-25 đã thực hiện hàng loạt các phi vụ trinh sát trên không phận Israel mà không quân nước này không thể làm gì được, dù đã huy động hàng chục chiếc F-4 Phantom II bay lên đánh chặn.
Phải tới khi các loại tiêm kích thế hệ 4 ra đời vào cuối thập niên 1970 (như F-14 Tomcat, F-15 Eagle) thì không quân các nước phương Tây mới có khả năng bắn hạ được MiG-25. Nhưng cự ly bắn hạ cũng chỉ ở mức dưới 20 km, vì nếu phóng tên lửa ở cự ly xa hơn thì MiG-25 sẽ có đủ thời gian để tăng tốc thoát khỏi sự truy đuổi của tên lửa.
Ưu điểm đáng chú ý nhất của MiG-25 là tốc độ nhanh và độ cao bay lớn, điều này không chỉ khiến MiG-25 khó bị bắn trúng, mà còn cho phép máy bay cung cấp nhiều động năng hơn cho tên lửa khi phóng, nghĩa là tên lửa do MiG-25 phóng ra có thể bay xa hơn và nhanh hơn nhiều so với khi phóng từ một máy bay phản lực bay chậm và thấp hơn. Nhờ ưu điểm này, tên lửa không đối không R-40 khi phóng từ 1 chiếc MiG-25 đang bay tốc độ cao sẽ đạt tầm bắn xa bậc nhất thế giới khi đó (lên tới 80 – 100 km tùy thuộc vào biến thể), xa gấp rưỡi tên lửa AIM-7M Sparrow trang bị cho tiêm kích F-15 Eagle hiện đại nhất của Mỹ khi đó. Điều này mở rộng lợi thế nghiêng về MiG-25. Tên lửa R-40 cũng mạnh hơn rất nhiều và khó né tránh do mang đầu đạn rất lớn - tới 70 kg (AIM-7 trang bị cho F-15 có đầu đạn dưới 40 kg) Trong Chiến tranh Vùng Vịnh năm 1991, trong nhiều trường hợp, MiG-25 đã dùng tốc độ để vô hiệu hóa khả năng tác chiến điện tử của Không quân Mỹ, buộc F-15 phải rút lui mặc dù có rất nhiều lợi thế chiến thuật. Các sĩ quan Không quân Mỹ đã phải kinh ngạc khi ưu thế công nghệ của họ có thể bị đối phó bởi loại máy bay được Liên Xô thiết kế vào đầu những năm 1960.

### Trinh sát không phậnIsrael

Buồng lái MiG-25

MiG-25 đã lập 29 kỷ lục thế giới, trong đó có kỷ lục độc đáo chưa bị phá cho đến đầu thế kỷ 21 là độ cao bay trên máy bay lắp động cơ phản lực. Ngày 21/8/1977, phi công thử nghiệm А. Fedorov đã bay MiG-25 lên tới độ cao 37.650 m so với mặt đất.
Khi đó, Ai Cập (đồng minh của Liên Xô) đang có chiến tranh với Israel. Khi đó, Không quân Israel là lực lượng tinh nhuệ và trang bị hiện đại bậc nhất ở Trung Đông, được Mỹ ưu tiên viện trợ cho cả tiêm kích hạng nặng F-4 Phantom II (loại tiêm kích hiện đại nhất của Mỹ khi đó). Ít lâu sau khi bắt đầu hoạt động chính thức, năm 1971, Liên Xô quyết định "thử lửa" cho MiG-25 bằng cách triển khai một nhóm MiG-25 tới Ai Cập để giúp nước này trinh sát hệ thống phòng thủ của Israel ở bờ đông bán đảo Sinai. 4 chiếc MiG-25 của Liên Xô đã hoạt động tạm thời trong Không quân Ai Cập vào năm 1971 dưới vỏ bọc tên gọi "X-500". Hai trong số đó là MiG-25R phiên bản trinh sát, 2 chiếc còn lại là mẫu MiG-25RB có khả năng do thám kiêm tấn công mặt đất bằng bom và rocket không điều khiển. Cả bốn chiếc đều sơn phù hiệu của Không quân Ai Cập, nhưng do các phi công Liên Xô điều khiển.
Nhiệm vụ trinh sát đầu tiên được thực hiện vào ngày 10/10/1971, hai chiếc MiG-25 bay tới biên giới Israel - Lebanon ở độ cao 21.300 mét, chỉ cách bờ biển Israel khoảng 27 km. Không quân Israel (IAF) đã cử nhiều máy bay F-4 Phantom II lên đánh chặn nhưng không thành công. Tới tháng 11, IAF chuẩn bị hai chiếc F-4 được tháo toàn bộ thiết bị không cần thiết, giúp chúng đạt độ cao và vận tốc đủ để tấn công MiG-25. Các phi công Israel phóng tên lửa AIM-7 Sparrow về phía những chiếc MiG-25, nhưng quả tên lửa không thể đuổi kịp tốc độ hơn 3.700 km/h của MiG-25, cả hai chiếc MiG-25 đều trở về an toàn. Việc không thể bắn hạ được MiG-25 khiến quân đội Israel cay cú, họ triển khai các nhóm F-4 Phantom II tuần tra gần sân bay Cairo-West của Ai Cập để tìm cách hạ MiG-25 khi chúng vừa cất cánh, nhưng cũng thất bại. Trong một nhiệm vụ, đã có tới 48 máy bay Israel xuất kích để tìm cách bắn hạ những chiếc MiG-25, nhưng vẫn không thành công.
MiG-25 bay theo đội hình 2 chiếc, ở tốc độ gấp 3 lần vận tốc âm thanh (3.700 km/h), MiG-25 chỉ cần hai phút để bay hết chiều dài chiến tuyến dọc theo Kênh đào Suez phân chia Ai Cập và Israel. Mỗi tháng MiG-25 có 2 chuyến trinh sát, và chúng đã bay qua Israel khoảng 20 lần mà không bị thiệt hại nào dù Israel đã cố gắng chặn đánh. Năm 1973, một chiếc máy bay trinh sát MiG-25R đã đạt đến tốc độ Mach 3,2 trong khi đang bị những chiếc F-4E của Israel bám đuổi. Tổ hợp tên lửa phòng không Raytheon Hawk mà Israel mua của Mỹ cũng vô dụng với MiG-25, vì chúng chỉ có thể đánh chặn mục tiêu ở độ cao tối đa là 12.200 mét, trong khi MiG-25 có thể bay ở độ cao 20.000 mét hoặc cao hơn.
Không quân Israel đã không thể tìm được cách nào để ngăn chặn những chiếc MiG-25, dù tình báo của Israel luôn biết trước được lịch bay qua không phận Israel của MiG-25. Tới giữa tháng 7/1972, những chiếc MiG-25 đã trở về Liên Xô. Thành công từ nhiệm vụ này khiến Quân đội Liên Xô quyết định biên chế rộng rãi MiG-25 vào lực lượng không quân. Và sau đó những chiếc MiG-25R trinh sát này lại được gửi trở lại Ai Cập vào tháng 10-1973, ngay sau Chiến tranh Yom Kippur, và tiếp tục ở lại vào năm 1974. May mắn cho Israel là các phi công Liên Xô chỉ được phép bay trinh sát chứ không được tấn công máy bay Israel, nếu không thì phi đội MiG-25 của Liên Xô đã có thể dễ dàng bắn hạ toàn bộ lực lượng tiêm kích của Israel. Không quân Israel không có khả năng đối phó với những chiếc MiG-25 cho đến khi họ được trang bị loại tiêm kích thế hệ 4 F-15 Eagle vào đầu thập niên 1980.

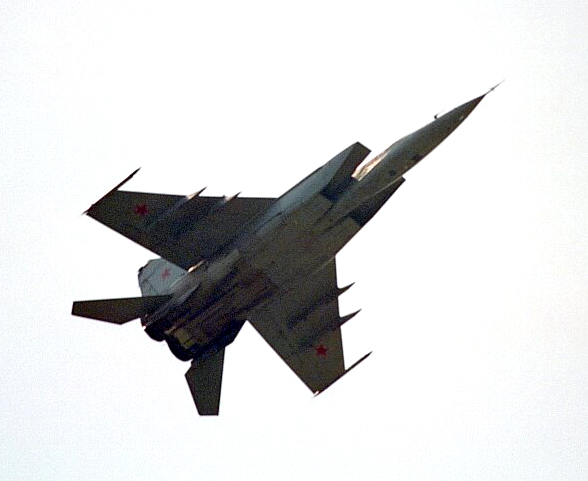
MiG-25PU

Trong Chiến tranh Yom Kippur năm 1973, Israel lâm vào thế thất bại, trong lúc nguy cấp nữ Thủ tướng Israel Golda Meir đã mất kiềm chế và ra lệnh đặt toàn bộ kho vũ khí hạt nhân vào trạng thái sẵn sàng chiến đấu (trong tay Israel khi đó đã có 18 đầu đạn hạt nhân). Ngay trong ngày hôm đó, các chi nhánh tình báo của KGB và GRU (tình báo quân sự Liên Xô) tại Trung Đông đã biết được quyết định của Thủ tướng Meir.
Ngày 10/10/1973, Bộ Chính trị Ban chấp hành Trung ương Đảng Cộng sản Liên Xô tán thành "Kế hoạch hành động buộc Israel từ bỏ việc tiến hành tấn công hạt nhân" (Kế hoạch cưỡng bức) do Giám đốc KGB Yuri Andropov đệ trình lên. Ngày 13/10/1973, Phó chỉ huy của Trung đoàn Không quân Tiêm kích, Thiếu tá Aleksandr Danilovich Vertievets nhận được lệnh cất cánh. Chiếc MiG-25 của Vertievets bay thẳng vào không phận Tel Aviv (thủ đô của Israel) như một cách để Liên Xô thể hiện sức mạnh vượt trội, đồng thời cảnh cáo Israel không được sử dụng vũ khí hạt nhân. 3 chiếc tiêm kích Dassault Mirage III của Không quân Israel đã cất cánh để chặn chiếc MiG-25, song không thể bắt kịp vì tốc độ của máy bay đối phương nhanh gấp 2 lần. Biên đội Mirage III bắn tên lửa không đối không Hokami về phía chiếc MiG-25, nhưng tất cả tên lửa bắn ra đều không thể đuổi kịp được mục tiêu. Chiếc MiG-25 không bỏ đi ngay mà còn bay vòng lại, lượn vòng tròn trên không phận Tel Aviv nhằm thể hiện uy thế kỹ thuật vượt trội và cũng nhằm liên tục đưa ra lời cảnh cáo. Với độ cao 20 km và vận tốc 3.000 km/h, chiếc MiG-25 tỏ ra không hề sợ bị Israel bắn hạ. Thêm 1 biên đội F-4 Phantom II được Bộ chỉ huy Không quân Israel cử lên, nhưng cũng bất lực trong việc bắn hạ chiếc MiG-25. Sau khi lượn 6 vòng tròn trên bầu trời Tel Aviv, chiếc MiG-25 bay trở về Liên Xô. Sau đó, Bộ trưởng Bộ Quốc phòng Israel đã tới gặp Thủ tướng Meir để báo cáo về "sự cố" trên bầu trời Tel Aviv, và bắt gặp bà Thủ tướng đang đọc lá thư của các nhà khoa học hạt nhân Liên Xô. Sau đó, Israel buộc phải "điều chỉnh lại cuộc hành quân", từ bỏ kế hoạch dùng bom hạt nhân. Năm 1973, Alexander Danilovich Vertievets, người thực hiện chuyến bay khuấy đảo bầu trời Tel Aviv, đã được trao tặng danh hiệu Anh hùng Liên Xô.

### Chiến tranh Iran-Iraq
MiG-25 cũng phục vụ trong Không quân Iraq trong suốt thời gian cuộc Chiến tranh Iran-Iraq, nhưng kết quả khó được kiểm chứng. Iraq tuyên bố 19 máy bay của Iran, cộng thêm 4 máy bay nước khác đã bị hạ bởi MiG-25 của họ, trong khi họ chỉ bị mất 2 chiếc MiG-25 phiên bản trinh sát (1 chiếc MiG-25R bị bắn hạ bởi tiêm kích F-14A của Iran vào tháng 6/1983, 1 chiếc MiG-25RB bị bắn hạ bởi tên lửa phòng không HQ-2 của Iran vào ngày 25 tháng 2 năm 1987).
Dưới đây là 1 số thành tích của MiG-25 được ghi nhận:
- Vào ngày 19 tháng 3 năm 1982, một chiếc F-4E của Iran đã bị hư hỏng nặng bởi một tên lửa R-40 bắn ra bởi một chiếc MiG-25 của Iraq.
- Ngày 24 tháng 11 năm 1982, một chiếc MiG-25PD của Iraq đã bắn hạ một chiếc F-5F của Iran.
- Tháng 12 năm 1982, một chiếc MiG-25PD của Iraq ở Baghdad đã bắn hạ một chiếc F-5E của Iran.
- Tháng 2 năm 1983, một chiếc MiG-25PD của Iraq bắn hạ một chiếc C-130 của Iran.
- Tháng 4 năm 1984, một chiếc MiG-25PD của Iraq đã bắn hạ một chiếc F-5E của Iran.
- Ngày 21 tháng 3 năm 1985, một chiếc MiG-25PD của Iraq đã bắn hạ một chiếc F-4E của Iran (các phi công Iran Hossein Khalatbari và Mohhamad Zadeh đã thiệt mạng).
- Ngày 5 tháng 6 năm 1985, một chiếc MiG-25PD của Iraq đã bắn hạ chiếc F-4E thứ hai của Iran.
- Ngày 17 tháng 2 năm 1986, một chiếc MiG-25PD của Iraq đã bắn hạ một chiếc máy bay vận tải quân sự Fokker F-27 của Iran, tất cả 53 người gồm phi hành đoàn và các sĩ quan cấp cao đều thiệt mạng.
- Ngày 23 tháng 2 năm 1986, một chiếc MiG-25PD của Iraq đã bắn hạ một chiếc EC-130E của Iran.
- Ngày 10 tháng 6 năm 1986, một chiếc MiG-25PD của Iraq đã bắn hạ một chiếc RF-4E của Iran.
- Tháng 10 năm 1986, một chiếc MiG-25PDS của Iraq đã bắn hạ chiếc RF-4E thứ hai của Iran.

Phi công MiG-25, trung úy Mohommed "Sky Falcon" Rayyan của Iraq được tuyên bố đã bắn hạ 10 máy bay địch (4 trong số đó đã được Iran xác nhận), trong số đó 8 chiếc bị hạ khi Rayyan lái MiG-25PD từ 1981 tới 1986. Năm 1986, sau khi đạt cấp bậc Đại tá, Rayyan tử trận khi máy bay của anh bị các máy bay F-14 Tomcat của Iran bắn hạ.

### Chiến tranh vùng Vịnh1991
Những chiếc MiG-25 do các phi công Iraq điều khiển cũng đã tham chiến trong Chiến tranh Vùng Vịnh năm 1991. Tiêm kích của Không quân Mỹ - Anh có số lượng đông hơn và là những loại mới nhất khi đó, lại nhận sự hỗ trợ từ số lượng lớn máy bay tác chiến điện tử, máy bay cảnh giới (AWACS) Boeing E-3 Sentry giúp phát hiện mục tiêu từ xa. Tiêm kích Iraq thì không có được sự hỗ trợ như vậy, và phần lớn máy bay của họ chỉ là những loại đời cũ như Mirage F1, MiG-21 và MiG-23. Iraq chỉ có 1 số lượng nhỏ tiêm kích kiểu mới hơn là MiG-25 và MiG-29, nhưng đây là những phiên bản xuất khẩu đã bị cắt giảm tính năng so với máy bay nội địa dành cho Không quân Liên Xô. Cụ thể, MiG-25 của Iraq chỉ là phiên bản MiG-25PD hoặc MiG-25PDS ra đời từ năm 1979, phiên bản này có hệ thống radar, tác chiến điện tử (EMC và IFF) kém hơn nhiều so với các phiên bản mới MiG-25PDSL / MiG-25M của Không quân Liên Xô. Phiên bản này cũng chỉ được gắn kèm tên lửa không đối không kiểu cũ R-40 chứ không có tên lửa tầm xa kiểu mới (R-33 và R-77) như MiG-25 của Không quân Liên Xô.
Tuy gặp nhiều bất lợi như vậy, Iraq cũng đã đạt được một số thành công khi sử dụng tiêm kích MiG-25 và MiG-29. Vận tốc rất nhanh cho phép MiG-25 giao chiến hiệu quả với Không quân Mỹ dù họ gặp bất lợi cả về số lượng lẫn máy bay hỗ trợ. Đã có những trường hợp MiG-25 của Iraq tránh né được tới vài quả tên lửa do máy bay Mỹ phóng tới. Tổng cộng đã có 2 chiếc MiG-25 của Iraq bị bắn hạ trong trong Chiến tranh vùng Vịnh năm 1991 (đều bởi F-15C của Mỹ trong trận không chiến ngày 19/1/1991), đổi lại MiG-25 cũng đã ghi được 2 chiến công: bắn rơi được 1 máy bay F/A-18 Hornet của Mỹ, bắn hỏng nặng 1 chiếc F-15 Eagle của Mỹ vào ngày 30/1/1991 (Iraq cho rằng nó đã rơi ở lãnh thổ Ả Rập Xê Út nhưng phía Mỹ tuyên bố chiếc F-15 này đã cố quay về được sân bay). Ngoài ra có thể MiG-25 đã bắn hạ 1 chiếc F-15 khác của Ả Rập Xê Út (nhưng Ả Rập Xê Út không công nhận vụ bắn hạ này). Việc bắn hạ 2 - 3 máy bay đối thủ đổi lấy 2 tổn thất (trong điều kiện bất lợi gần như hoàn toàn) đã cho thấy năng lực tác chiến rất đáng gờm của MiG-25, kể cả khi đó chỉ là phiên bản xuất khẩu đời cũ.
Ngày 17 tháng 1 năm 1991, một chiếc F/A-18 của Hải quân Mỹ do phi công Speicher điều khiển đã bị bắn hạ trong đêm đầu của cuộc chiến bởi một tên lửa không đối không được bắn ra từ một chiếc MiG-25. Theo tường trình thì vụ bắn hạ F/A-18 là do tên lửa R-40DT bắn từ một chiếc MiG-25PDS do phi công Zuhair Dawood thuộc phi đội số 84 của Không quân Iraq thực hiện. Sự kiện này đã khiến MiG-25 là máy bay đầu tiên sau Chiến tranh Việt Nam đã bắn hạ máy bay chiến đấu của Không quân Mỹ trong chiến tranh.
Cùng ngày 17/1, 2 chiếc MiG-25 đã phóng tên lửa vào đội hình máy bay địch nhưng bị trượt. Sau đó 2 chiếc F-15C đã truy đuổi những chiếc MiG-25, tổng cộng đã có 10 tên lửa không đối không được máy bay Mỹ bắn vào 2 chiếc MiG-25, nhưng không quả nào bắn trúng được MiG-25. Theo cùng nguồn tin, ít nhất 1 chiếc F-111 cũng bị buộc phải từ bỏ nhiệm vụ bởi một 1 chiếc MiG-25 trong 24 giờ đầu của cuộc chiến, trong một không kích vào Tikrit.
Trong một sự kiện khác, 1 chiếc MiG-25PD của Iraq, sau khi tránh né 8 chiếc F-15 của Không quân Mỹ đã bắn 3 tên lửa vào máy bay tác chiến điện tử EF-111 Raven, khiến chiếc EF-111 này phải từ bỏ nhiệm vụ của mình. Điều này có thể dẫn đến việc mất một chiếc F-15E do bị bắn hạ bởi tên lửa đất đối không, vì thiếu gây nhiễu điện tử.
Trong trận Không chiến Samurra (ngày 30/1/1991), 2 chiếc MiG-25 đã tiếp cận 2 chiếc F-15 và bắn 4 tên lửa. 1 chiếc F-15 bị trúng 1 tên lửa và Iraq tuyên bố nó đã rơi tại Ả Rập Xê Út, xác máy bay đã được người du mục Bedouin tìm thấy. Nhưng phía Mỹ không công nhận vụ bắn hạ này và cho rằng chiếc F-15 chỉ bị hư hại nặng chứ không bị rơi. Cũng trong trận không chiến này, những chiếc F-15 đã phóng 5 tên lửa AIM-7 Sparrow nhưng MiG-25 đều né tránh được
Cũng trong Chiến tranh Vùng Vịnh 1991, Iraq ghi nhận 1 chiếc F-15C của Ả Rập Xê Út đã bị bắn hạ bởi MiG-25 của họ bằng tên lửa R-40D, nhưng Ả Rập Xê Út không công nhận.
Sau chiến tranh vào năm 1992, F-16 của Hoa Kỳ đã bắn hạ một chiếc MiG-25 (có lẽ là 1 chiếc phiên bản trinh sát) khi nó bay vào vùng cấm bay do Hoa Kỳ lập ra ở miền Nam Iraq.

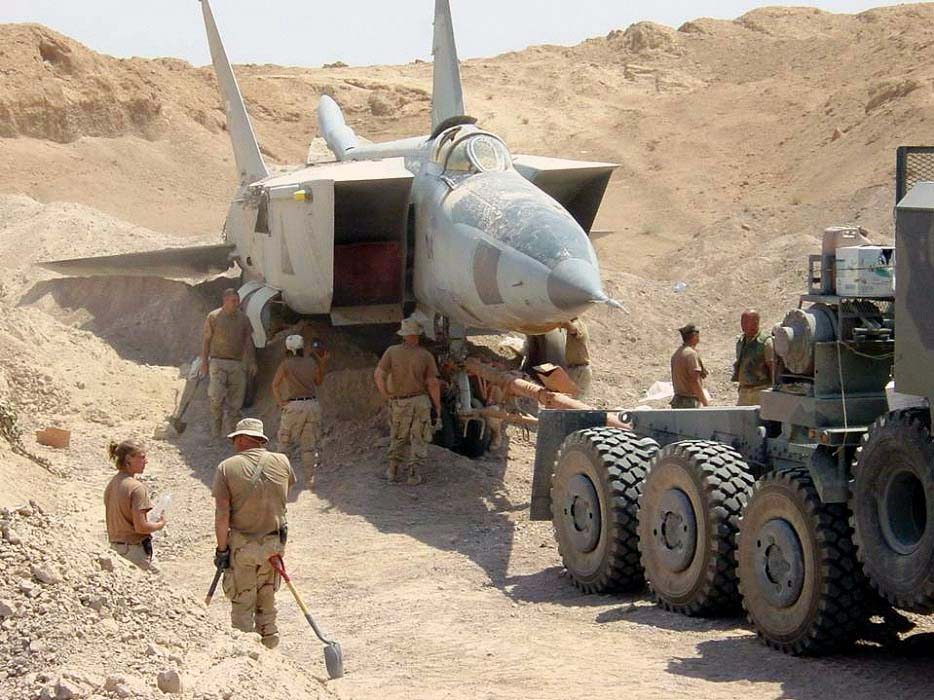
MiG-25 chôn dưới cát của Iraq bị Quân đội Mỹ tịch thu năm 2003

Ngày 27/12/1992, 4 chiếc MiG-25 xâm nhập vào vùng cấm bay do Mỹ áp đặt trên không phận Iraq, 2 chiếc F-15C và 2 chiếc F-14D của Mỹ đã phóng 6 tên lửa vào máy bay Iraq, nhưng những chiếc MiG-25 đã dùng tốc độ cao để né tránh được tất cả mọi tên lửa
Vào ngày 23-12-2002, một chiếc MiG-25 của Iraq đã bắn hạ một chiếc máy bay không người lái MQ-1 Predator của Không quân Mỹ, chiếc máy bay này được trang bị tên lửa và có nhiệm vụ thăm dò đối với Iraq. Đây là lần đầu tiên sau Chiến tranh Việt Nam mà một máy bay chiến đấu có người lái và một máy bay không người lái đụng độ nhau. MQ-1 Predator được trang bị tên lửa không đối không AIM-92 Stinger có thể dùng để bắn trả máy bay chiến đấu của Iraq, sau đó nó sẽ tẩu thoát. Trong trường hợp này thì chiếc máy bay không người lái lại không chạy trốn mà nó đã bắn trả bằng một trong những quả tên lửa Stinger, nhưng MiG-25 đã né được quả tên lửa, còn quả tên lửa R-40 từ chiếc MiG-25 thì không hề trượt mục tiêu.
Không một chiếc máy bay chiến đấu nào của Iraq được sử dụng trong cuộc tấn công năm 2003, đa số đã được giấu dưới mặt đất, bị phá hủy tại nhà kho hoặc không thể bay được nữa do thiếu phụ tùng sửa chữa. Vào tháng 8-2003, vài tá máy bay Iraq đã được phát hiện chôn dưới cát, bao gồm 2 chiếc MiG-25 đã được chở bằng xe gửi đến Bộ phận công nghệ tại nước ngoài bằng một chiếc C-5B Galaxy. Vào tháng 12-2006, người ta công bố một chiếc MiG-25 được tặng cho Bảo tàng không quân Quốc gia Mỹ tại Dayton, Ohio.

### Không quânSyria
Vào ngày 13/2/1981, các máy bay F-15 của Israel đã phục kích một cặp máy bay MiG-25 của Syria và bắn hạ một chiếc.
Theo Syria, vào ngày 29/6/1981, MiG-25 của họ đã bắn hạ một chiếc F-15 của Israel bằng hai tên lửa R-40. Theo đó, MiG-25PDS của họ đã đóng giả một chiếc máy bay trinh sát MiG-25R bằng cách bay rất cao và nhanh theo hướng Beirut. Khi 8 chiếc F-15 của Israel lao tới đánh chặn, MiG-25 đã phóng 2 tên lửa R-40 - một quả từ khoảng cách 37 dặm, 1 quả từ khoảng 31 dặm, nằm ngoài phạm vi bắn trả của tên lửa AIM-7F Sparrow, loại tên lửa không đối không tầm xa nhất trong kho vũ khí của Israel vào năm 1981. Theo Syria, chiếc F-15 trúng đạn đã lao xuống biển ngoài khơi tỉnh Tyre, phi công Israel được cho là đã kịp nhảy dù. Người Israel thì phủ nhận việc này, và tuyên bố F-15 của họ đã bắn hạ MiG-25 bằng tên lửa Sparrow

### Không quân Ấn Độ
Ấn Độ đã quyết định mua 8 chiếc MiG-25RBK (phiên bản trinh sát), bao gồm 6 chiếc  1 chỗ ngồi và 2 chiếc 2 chỗ ngồi để trinh sát chiến lược, xâm nhập sâu vào không phận Pakistan. Nó xuất hiện trên không phận Pakistan kể từ năm 1981. Trong suốt thập niên 1980 và đầu thập niên 1990, phi đội MiG-25RB của Ấn Độ thường xuyên xâm nhập vào không phận Pakistan, nhưng Pakistan không có cách nào để ngăn chặn.
Vào tháng 5-1997, một chiếc MiG-25RBK của Không quân Ấn Độ đã bay vượt vận tốc Mach 3 ở độ cao ít nhất là 19.800 mét, khi đang bay qua thủ đô Islamabad của Pakistan. Theo báo cáo thì đây là một hành động có chủ ý bởi Không quân Ấn Độ để trình diễn những khả năng của MiG-25 mà Không quân Pakistan không thể sánh kịp. Hành động tăng tốc của MiG-25 đã tạo ra tiếng nổ siêu âm rất lớn trên bầu trời Islamabad, khiến nhiều người dân thành phố hoảng sợ. Pakistan tức tốc điều máy bay F-16A để đánh chặn, nhưng không thể bắt kịp chiếc MiG-25
Hàng trăm phi vụ trinh sát Pakistan đã được những chiếc MiG-25RBK thuộc Phi đoàn tiêm kích số 102 "Trisonics" của Không quân Ấn Độ thực hiện, trong quá trình này không có chiếc MiG-25 nào bị bắn hạ. Năm 2006, Ấn Độ cho nghỉ hưu dòng phi cơ này do đã hết hạn sử dụng.

## Các quốc gia sử dụng

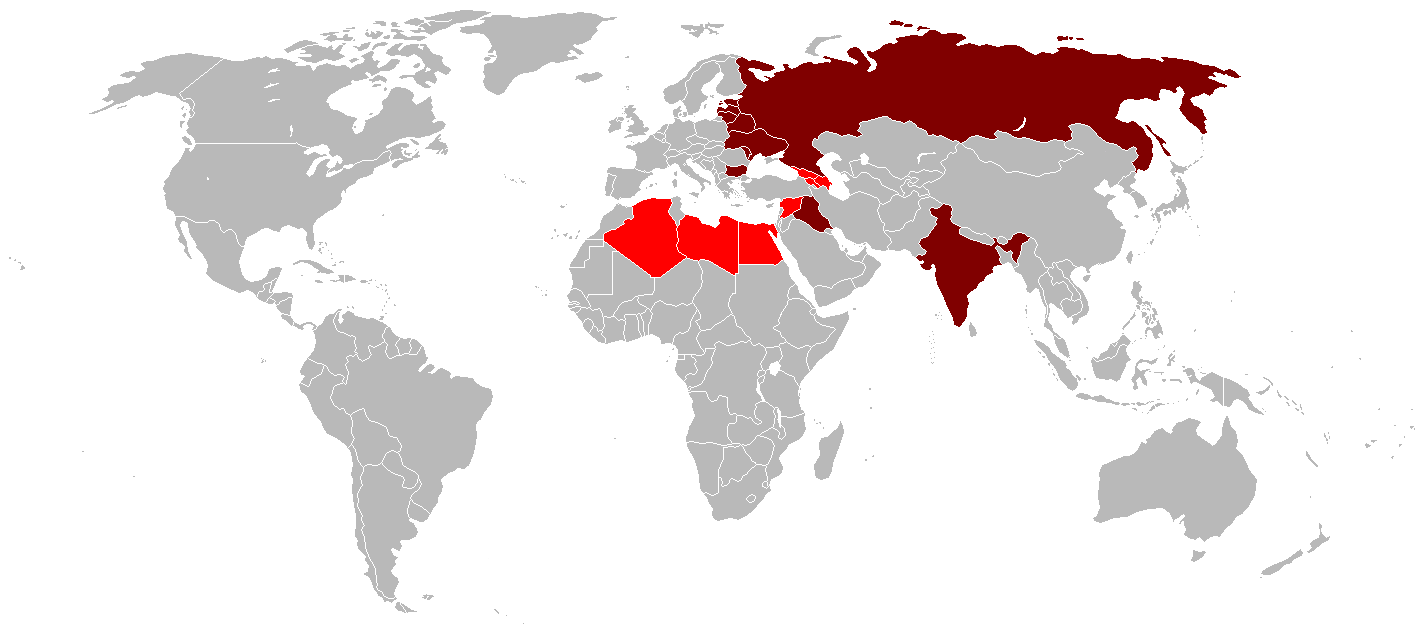
Bản đồ các nước sử dụng MiG-25

### Các quốc gia vẫn đang sử dụng
Algérie11 chiếc vẫn còn đang hoạt động trong Không quân Algeria, bao gồm 5 MiG-25A, 3 MiG-25PD, và 3 chiếc kiểu MiG-25R.
 Armenia1 chiếc hiện đang được duy trì hoạt động trong Không quân Armenia.
 Azerbaijan20 chiếc đang hoạt động.
 Syria11 chiếc đang hoạt động, gồm 2 MiG-25R và MiG-25U trong Không quân Syria.
 Nhật Bản1 chiếc vẫn còn sử dụng và Bộ quốc phòng Bộ Quốc phòng Nhật Bản cho phép sao chép và sản xuất ra các loại máy bay tiêm kích đánh chặn, trinh sát và ném bom siêu thanh thế hệ 3 đời mới cho riêng biệt cho Lực lượng Phòng vệ Nhật Bản.

### Các quốc gia không còn sử dụng
Bulgaria3 chiếc MiG-25RBT (số hiệu 731, 736, 754) và 1 chiếc MiG-25RU (số hiệu 51) đã cung cấp vào năm 1982. Vào 12-4-1984, chiếc máy bay số hiệu 736 gặp tai nạn gần Balchik. Phi công may mắn không bị thương. Vào tháng 5-1991, những chiếc MiG-25 được gửi trả về Liên Xô để đổi lấy 5 chiếc MiG-23.
 Ấn ĐộNgừng hoạt động vào tháng 7-2006.
 Nhật BảnTịch thu 1 chiếc MIG-25 này, do 1 phi công người Liên Xô Viktor Ivanovich Belenko lái chiếc MiG-25 của anh ta đào tẩu sang Nhật Bản vào năm 1976
- Lực lượng Phòng vệ Trên không Nhật Bản

 Iraq7 chiếc bay tới Iran năm 1991, chiếc khác bị phá hủy trong Chiến tranh Vùng Vịnh và cuộc chiến năm 2003 ở Iraq. Một số chiếc có thể đã mất trong Chiến tranh Iran-Iraq.
 Gruzia
 Kazakhstan
 Libya
 Liên XôNhững chiếc MiG-25 đã được chia đều cho các nước cộng hòa khi Liên Xô tan rã vào năm 1991.
- Không quân Xô viết
- Lực lượng Phòng không Xô viết

 Nga70 còn hoạt động trong Không quân Nga năm 2008. Gồm 30 MiG-25 tiêm kích và 40 MiG-25RB trinh sát. Ngừng hoạt động năm 2014.
 Turkmenistan
 UkrainaNgừng hoạt động.

## Thông số kỹ thuật (MiG-25P 'Foxbat-A')
Dữ liệu lấy từ 'The Great Book of Fighters

### Đặc điểm riêng
- Phi đoàn: 1
- Chiều dài: 19.75 m (64 ft 10 in)
- Sải cánh: 14.01 m (45 ft 11.5 in)
- Chiều cao: 6.10 m (20 ft 0.25 in)
- Diện tích cánh: 61.40 m² (660.93 ft²)
- Trọng lượng rỗng: 20.000 kg (44.080 lb)
- Trọng lượng cất cánh: 36.720 kg (80.952 lb)
- Trọng lượng cất cánh tối đa: n/a
- Động cơ: 2× Tumansky R-15B-300, lực đẩy 73.5 kN (16.524 lbf), 100.1 kN (22.494 lbf) với nhiên liệu phụ trội

### Hiệu suất bay
- Vận tốc cực đại:
  - Mach 3.2[9] (3.490 km/h, 2.170 mph)
  - Mach 2.83 (3.090 km/h, 1.920 mph) với giới hạn duy trì của động cơ[9]
- Tầm bay: 1.730 km (1.075 mi) với nhiên liệu bên trong
- Trần bay: 20.700 m (với 4 tên lửa) (67.915 ft)
- Vận tốc lên cao: n/a
- Lực nâng của cánh: 598 kg/m² (122.5 lb/ft²)
- Lực đẩy/trọng lượng: 0.41
- Thời gian lên cao: 8.9 phút lên 20.000 m (65.615 ft)

### Vũ khí
Tải trọng vũ khí tối đa là khoảng 6,5 tấn, còn tải trọng chiến đấu thì thấp hơn, đạt mức 5 tấn vũ khí (tải trọng chiến đấu là lượng vũ khí tối đa mà máy bay có thể mang theo mà vẫn có thể tác chiến hiệu quả, còn tải trọng tối đa là lượng vũ khí lớn nhất mà máy bay có thể mang theo khi cất cánh (nhưng không thể tác chiến hiệu quả do tầm bay bị rút xuống quá ngắn), vì vậy cùng 1 máy bay thì tải trọng tối đa luôn lớn hơn khá nhiều so với tải trọng tác chiến)
- 2x tên lửa không đối không điều khiển bằng radar R-40R (AA-6 'Acrid')
- 2x tên lửa điều khiển bằng tia hồng ngoại R-40T

### Hệ thống điện tử
- Radar RP-25 Smerch
- Một radar đo độ cao RV-UM hoặc RV-4

### Máy bay có sự phát triển liên quan
- Mikoyan MiG-31

### Máy bay có tính năng tương tự
- F-15 Eagle
- XF-108
- CF-105 Arrow
- Lockheed YF-12

### Danh sách máy bay nối tiếp
MiG-1 -
MiG-3 -
MiG-9 -
MiG-15 -
MiG-17 -
MiG-19 -
MiG-21 -
MiG-23 -
MiG-25 -
MiG-27 -
MiG-29 -
MiG-31 -
MiG-35

### Sách
- Wilson, Stewart. Combat Aircraft since 1945. Fyshwick, Australia: Aerospace Publications, 2000. ISBN 1-875671-50-1.